# نووارا الیا
نووارا الییا (به لاتین: Nuwara Eliya) یک منطقهٔ مسکونی در سری‌لانکا است که در استان مرکزی (سری‌لانکا) واقع شده‌است.

## خصوصیات
نووارا الییا ۲۷٬۵۰۰ نفر جمعیت دارد و ۱٬۸۶۸ متر بالاتر از سطح دریا واقع شده‌است.

## خواهرخوانده
شهر ویدنویه خواهرخواندهٔ نووارا الییا هست.